# Англо-египетска война
Англо-египетската война (на арабски: al-iḥtilāl al-Brīṭānī li-Miṣr), известна също като Британско завладяване на Египет, протича през 1882 г. между Великобритания и египетски и судански сили под командването на Ахмед Араби паша. Тя слага край на националноосвободителното въстание срещу хедива Тауфик паша. В резултат се установява силно британско влияние върху Египет за сметка на египтяните, французите и Османската империя, които запазват само номинална власт.
През 1881 г. офицерът от египетската армия Ахмед Араби паша организира преврат срещу хедива (управителя) на автономния еялет Египет и Судан, поради оплаквания относно неравенството в заплащането между египтяни и европейци, както и други неправди. Със своите поддръжници той окупира Александрия. През януари 1882 г. британското и френското правителства изпращат съвместна нота до египетското правителство, декларирайки, че подкрепят властта на хедива. На 20 май британски и френски военни кораби пристигат край бреговете на Александрия. Тяхното присъствие не спомага за намаляване на напрежението, а точно обратното. На 11 юни в Александрия избухва антихристиянски бунт, при който загиват 50 европейци и 125 египтяни. Полковник Араби заповядва на войските си да потушат бунта, но европейците напускат града, а армията започва да го укрепва в случай на нападение. Следва бърза реакция от страна на европейците, които изпращат още 26 кораба. Към 6 юли почти всички европейци са напуснали града. Адмирал Сиймор отправя ултиматум към египтяните да спрат укрепителните работи, в противен случай ще бомбардира града. Същият ден френският адмирал Конрад съобщава на Сиймор, че в такъв случай френският флот ще замине за Порт Саид и няма да участва в обстрела. Британският ултиматум обаче е отхвърлен и на 11 юли английските кораби започват 10-часова бомбардировка на Александрия. Бомбардировката приключва на 13 юли с превземането на града.
Британците не загубват нито един кораб, но голяма част от града е унищожена от пожари, причинени от взривни снаряди и от защитниците му, които се стремят да съсипят града, преди британците да го превземат.  Тауфик паша, който е преместил двора си в Александрия по време на размириците, обявява Араби за бунтовник и го уволнява от длъжностите му в правителството.
В отговор Араби издейства фатва от шейховете на джамията Ал-Азхар, с която Тауфик е осъден като предател както на своята страна, така и на исляма, същевременно опрощавайки онези, които са се борили срещу него. Араби обявява война на Великобритания и инициира наборна военна служба. Следват няколко сражения, сред които битката при Тел ел-Кебир през септември, в които египтяните търпят поражение.

## Последици
Първоначално министър-председателят Уилям Гладстон възнамерява да предаде Араби на съд и да го екзекутира, представяйки го като „самовлюбен тиранин, чието потисничество на египетския народ все пак му оставя достатъчно време за клане на християни, в качеството му на съвременен Саладин". След като обаче преглежда заловените му дневници и различни други доказателства, се оказва, че няма достатъчно доказателства, които да „демонизират“ Араби в публичен процес. Обвиненията срещу него са смекчени, той се признава за виновен за бунта и е изпратен в изгнание. :с. 384
Британските войски окупират Египет в продължения на десетилетия след 1882 г., макар че държавата формално остава васал на Османската империя до Първата световна война. След нейния край Великобритания прокламира едностранно независимостта на Египет и страната става кралство според англо-египетския договор от 1922 г. По-късно с англо-египетския договор от 1936 г., Великобритания започва да връща постепенно контрола на местното правителство, но си запазва правото да държи военни части в Египет с цел защита на Суецкия канал,.